# 王垚烽
王垚烽，浙江嘉兴人，中华人民共和国评论员。
2006年就读于安徽大学。2010年～2014年就职于嘉兴日报社，任该报记者、评论员。其作品多见中国大陆知名网媒和纸媒。
因发表同情雨伞运动、讥讽网络评论员等的言论，2014年11月起，王垚烽在新浪微博上遭到网友围攻。还有网友声称，已对王垚烽的上述表态进行了举报。2014年11月17日，嘉兴日报发表声明，对其开展相关调查。11月23日，嘉兴日报发表声明，解除王垚烽与其的劳动关系
11月24日，《环球时报》就王垚烽事件发表评论，称王垚烽“为他发表的一系列攻击党的言论以及在重大问题上挑战国家政治底线的言论付出了代价”，“王作为党报评论员这样做，是破了底线”，并将王垚烽称为“砸锅党”、“体制婊”。。